# Zorzines ohtsukai
Zorzines ohtsukai là một loài bướm đêm trong họ Noctuidae.